# Орел Тимофій Романович
Тимофі́й Рома́нович Оре́л — молодший сержант Збройних сил України, учасник російсько-української війни, що відзначився в ході російського вторгнення в Україну. Герой України (2024).

## Життєпис
З початку російського вторгнення в Україну служить у Збройних Силах України. Починав службу піхотинцем на Київщині, беручи участь в обороні Києва; згодом — у складі 47-ї окремої механізованої бригади став пілотом FPV. Брав участь у боях на Мелітопольському, Авдіївському та Покровському напрямках. З використанням FРV-дронів знищив 434 російських окупанти та ще 346 поранив, ліквідував 134 одиниці броньованої техніки, зокрема 42 танки, 10 МТ-ЛБ, 28 БТР та 44 БМП.

## Нагороди
- Звання Герой України з врученням ордена «Золота Зірка» (30 вересня 2024) — за особисту мужність і героїзм, виявлені у захисті державного суверенітету та територіальної цілісності України, самовіддане служіння Українському народові[3]. Вручення нагороди відбулось 1 жовтня 2024 президентом України Володимиром Зеленським у Києві під час урочистостей з нагоди Дня захисників і захисниць України[2].
- Орден «За мужність» ІІІ ступеня (8 січня 2024 року) — за особисту мужність, виявлену у захисті державного суверенітету та територіальної цілісності України, самовіддане виконання військового обов'язку[4].